# باناكوتا
باناكوتا (بالإيطالية: panna cotta) وتعني حرفيا بالايطالية الكريمة المطبوخة، هي نوع حلوى إيطالية مكونة من كريمة محلاة يتم زيادة سماكتها باستخدام الجيلاتين وتصب في قوالب. عادة ما يضاف إليها نوع من الكحول أو الفانيلا أو القهوة أو منكهات أخرى.

## التاريخ
لم يرد اسم باناكوتا في كتب الطبخ الإيطالية قبل الستينات، ومع ذلك غالبا ما يستشهد بها كحلوى تقليدية من منطقة بيدمونت، شمال إيطاليا. تقول إحدى القصص التي لم يتم التحقق منها أنها اخترعت من قبل امرأة مجرية في لانغي في أوائل القرن العشرين. ويذكر قاموس عام 1879 طبقًا يسمى لاتيه إنجليس أي الحليب الإنجليزي، مصنوع من كريمة مطبوخ بالجيلاتين ومصبوبة، على الرغم من أن مصادر أخرى تقول إن لاتيه إنجليس مصنوع من صفار البيض. ربما كان الاسم يشمل أي طبق يشبه الكاسترد في إعداده.
تضم منطقة بيدمونت البانا كوتا في قائمة المنتجات الغذائية التقليدية في المنطقة لعام 2001. تشمل الوصفة الكريمة والحليب والسكر والفانيليا والجيلاتين والرم (شراب كحولي) والمرسالة التي تسكب في قالب مع الكراميل. بحسب مؤلف آخر، النكهة التقليدية هي أو دي في الخوخ (شراب كحولي)، والشكل التقليدي لا يحتوي على صلصة أو غيرها من الزينة.
أصبحت الباناكوتا مألوفة في الولايات المتحدة في 1990s.

## طريقة الإعداد
تسخن الكريمة ويذاب فيها السكر. ثم تنكه عادة بنوع من الكحول أوالفانيلا أوالقهوة. يتم زيادة سُمك الباناكوتا باستخدام الجلاتين ثم تصب في قوالب وتُبرد في الثلاجة حتى تجمد. عندما تجمد، تنزع من القالب بعد أن تكون قد أخذت شكل القالب.
غالبا ما تقدم الباناكوتا مع كوليه التوت أو صلصة من الكراميل أو الشوكولاته. وقد تكون مغطاة بالفواكه الأخرى أو الخمور.
وقد ابتكرت الكثير من الوصفات المختلفة والأخف وزنا بدلا من الوصفة الأصلية. يمكن تعديل الحلوى الأساسية ويمكن أيضا تعديل الصلصة. على سبيل المثال، يمكن استبدال صلصة الكراميل التقليدية بالفراولة أو التوت أو الشوكولاتة الذائبة. كما يمكن إضافة نكهات أكثر غرابة مثل اليانسون أو القرفة.

## معلومات غذائية
يحتوي كل كوب من الباناكوتا على التالي:
السعرات الحرارية: 507 سعر
الدهون: 28 جم
الكربوهيدرات: 53.08 جم
البروتين: 2.46 جم

## أطباق مماثلة
كريم بافاري يشبه الباناكوتا، ولكن عادة ما يشمل البيض وكذلك الجيلاتين، ويتم خلطه مع الكريمة المخفوقة قبل الإعداد.
يتم زيادة سماكة البلانكمانج في بعض الأحيان باستخدام الجيلاتين أو اسنجلاس أو النشا.
تسمى الباناكوتا أحياناً بالكاسترد، لكن الكاسترد الحقيقي يكتسب سماكته من صفار البيض وليس من الجيلاتين.

## روابط خارجية
- وصفة باناكوتا الشوكولا